# Église Saint-Pierre-ès-Liens de Calviac-en-Périgord
Pour les articles homonymes, voir Église Saint-Pierre-ès-Liens.
L'église Saint-Pierre-ès-Liens est une église catholique située à Calviac-en-Périgord, en France.

## Localisation
L'église est située dans le département français de la Dordogne, sur la commune de Calviac-en-Périgord.

## Historique

### Le monastère de Calabre
Calviac avait une vie religieuse importante au Haut Moyen Âge. Dans sa chronique, Jean Tarde écrit : «dans ce temps il y avait un monastère à Calviac (l'abbaye de Calabre, Monasterium Calabrum) où résidaient 40 moines qui vivaient d'aumônes mais saint Sacerdos étant venu majeur et son âge lui permettant de disposer de ses biens, il les employa à la nourriture des religieux et fit bâtir leur église et monastère qui allaient en ruine» ... L'abbaye a été ruinée par les invasions sarrasines, puis normandes, du VIIIe siècle et IXe siècle, et a été attachée à l'abbaye de Sarlat au IXe siècle. Elle figure dans la bulle du pape Eugène III de 1153 énumérant les dépendances de l'abbaye de Sarlat sous le nom de curia Calabro. Cette abbaye bénédictine était probablement située au lieu-dit Sainte-Radegonde où a existé une paroisse du nom de Calviazès, aujourd'hui disparue. Les reliques de saint Sacerdos qui se trouvaient à l'abbaye de Calabre ont été transférées à l'abbaye de Sarlat, entre 945 et 980, par un clerc  simoniaque, Hubert, qui a voulu s'emparer du titre d'abbé de Sarlat avec l'aide du comte de Périgord, Guillaume II Talleyrand (ou Guillaume III d'Angoulême). Ce transfert des reliques est contemporain du changement de nom de l'église, qui passe de Saint-Sauveur à Saint-Sacerdos.

### L'église de Calviac
L'église de Calviac, avec son annexe de Sainte-Modane, faisait partie du diocèse de Cahors. D'après la notice à l'entrée de l'église, elle est cédée en 1128 par les doyens de l'abbaye de Souillac à l'abbaye de Sarlat, mais on trouve dans le chartrier de l'abbaye de Sarlat un acte de donation de l'église de Calviac par l'évêque de Cahors Guillaume II vers la même date. Elle figure sur la bulle du pape Eugène III comme Ecclesia St. Martini de Calviaco. En 1170, le pape Alexandre III renouvelle la bulle d'Eugène III datant de 1153 listant les possessions de l'abbaye de Sarlat, dont l'église Saint-Martin à Calviac, mais il rappelle le don de l'évêque Guillaume de Cahors de l'église Saint-Pierre et Saint-Sernin (il existait autrefois une chapelle Saint-Sernin dans l'église de Calviac). Elle a été le siège d'un prieuré qui a été uni par le pape Clément V, à la demande de l'abbé Bernard V de Vaux (1283-1312), avec celui de Temniac, à l'abbaye de Sarlat. En 1334, Guillaume de Sandreux ou Cedrieux, prieur de Calviac, est élu évêque de Sarlat.

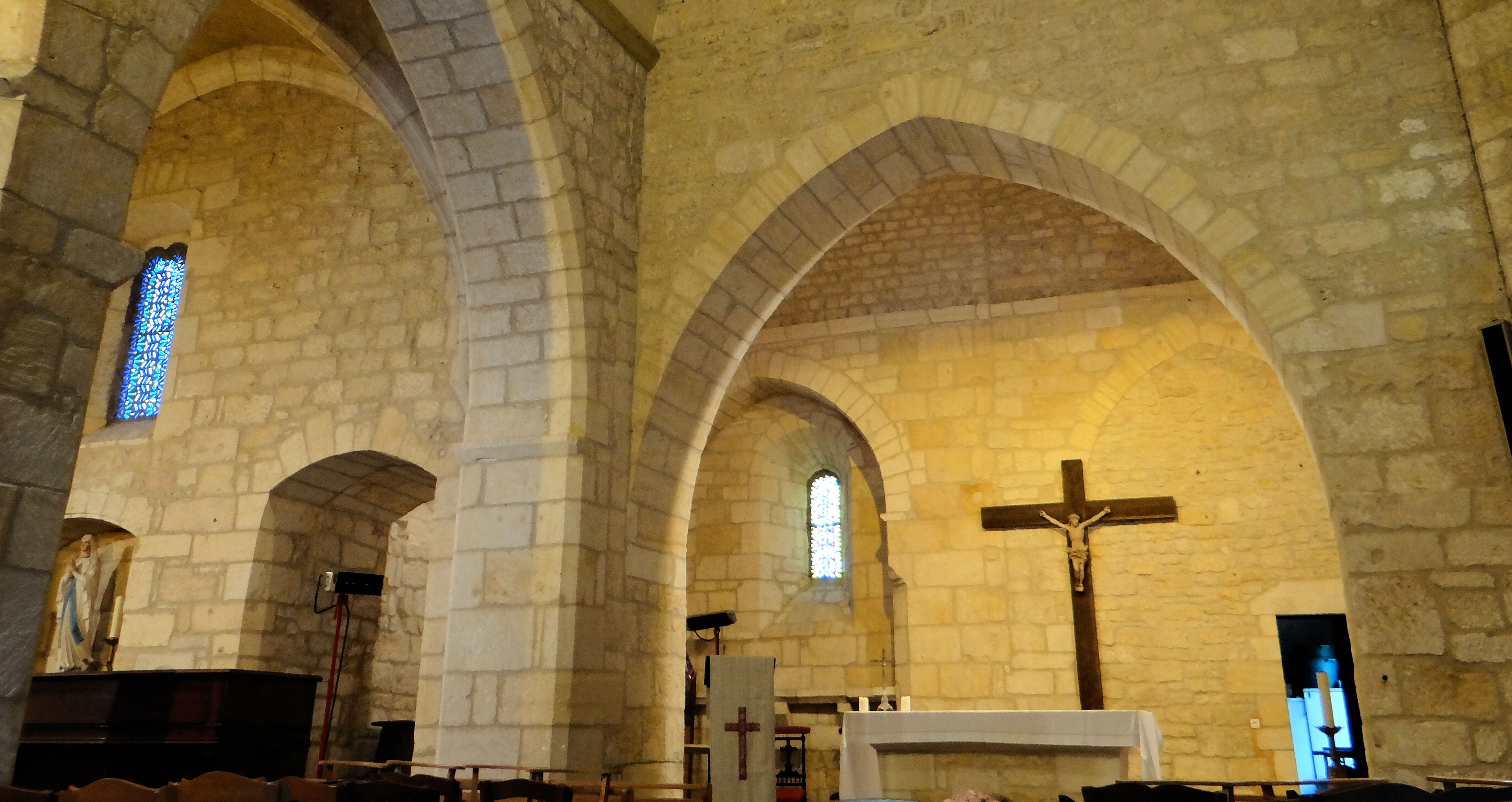
Les deux nefs et le chevet de la nef romane avec un arc de décharge

Le plan de l'église est complexe, traduisant les vicissitudes de son histoire. À l'est, on trouve une travée de chœur rectangulaire datant du XIIe siècle voûtée en berceau transversal. Le mur oriental constituant le chevet porte dans sa moitié sud un arc en décharge brisé montrant que l'ouvrage devait continuer vers l'est. Le chœur communique avec la nef côté sud par un arc en ogive. La nef côté sud peut remonter, elle aussi, au XIIe siècle. Au sud, une porte en plein cintre a été aveuglée.
Calviac, comme beaucoup de villages de la région est sortie de la guerre de Cent Ans complètement ravagé. Jean Maubourguet écrit : « Il ne reste plus âme qui vive à Calviac », « le pays est livré aux bêtes sauvages », « les églises étaient abandonnées et partiellement détruites ». Au XVe siècle, après cette guerre, l'église est restaurée et on a ajouté une seconde nef, au nord de la première, constituée de deux travées voûtées d'ogives. Une tour escalier circulaire a été placée à la jonction des deux nefs, à l'extérieur. Un clocher barlong à contreforts a été monté au-dessus de la première travée gothique. La partie supérieure date du XVIIe siècle et comprend quatre baies.
Un portail gothique a été ouvert à l'ouest au XIVe siècle, remanié au XVIIe siècle, pour la nef romane. Les baies sont peu nombreuses et sont ornées dans leurs parties supérieures d'une sculpture trilobée.
Le pouillé de 1526 précise que l'église de Calviac est à la disposition de l'évêque de Sarlat et est sous le patronage de François de Salignac, comte de Lamothe-Fénelon.
Quand, en 1681,l'abbé de Pignol est nommé à Calviac par François de Salignac comte de Lamothe-Fénelon, frère aîné de Fénelon, l'évêque de Sarlat protesta : «il me dit», écrivit l'abbé de Pignol, «qu'il en était le patron comme étant prieur et fondé sur le droit commun et désirait savoir en vertu de quoi Monsieur de Lamothe m'avait nommé et présenté» ...
En 1663, un rôle est ouvert pour le recouvrement d'un impôt servant à payer la réparation de l'église.
Pendant la Révolution, le curé se cache. Découvert, il est amené à pied à Sarlat. Aucun document ne montre qu'il a été condamné par un tribunal révolutionnaire.
L'édifice est inscrit au titre des monuments historiques le 18 septembre 1970.